# 全食超市
全食超市（英語：Whole Foods Market），是一間美國的食品超級市場連鎖店，作為美國農業部 (USDA) 認證的有機食品雜貨商，該連鎖店以其有機產品而聞名。第一間店在1980年9月20日開幕。總部位於德克萨斯州奧斯丁，Whole Foods Market在美國、加拿大和英國皆設有分店。創辦人約翰·麥克基（John Mackey）目前擔任這間股票上市公司的執行長一職。
亞馬遜於2017年8月28日以137億美元收購了該公司。

## 歷史
1978年，約翰·麥克基和芮妮·羅森（Renee Lawson）向親友借貸了45,000美元在德克萨斯州奧斯丁開設了一間名為「SaferWay」的自然食品小商店（其店名是另一間超市「Safeway」的諧仿）。
兩年後，麥克基與克雷格·威勒和馬克·史基勒合作，將SaferWay與另一間商店「Clarksville Natural Grocery」合併，並在1980年9月20日開設了第一間全食超市。當時的店面面積為12,500平方英尺（1,160平方），共有19名員工，與當時其他健康食物商店的標準比較起來，全食超市是一間大型的商店。
從1984年起，全食超市開始在奧斯丁以外的地區開店，包括休士頓、達拉斯和紐奧良等城市，並在1988年買下了「The Whole Food Company」公司。1989年，全食超市擴展至美國西岸，在加州的帕羅奧圖開設了分店。Whole Foods Market在1990年代間陸續收購了各地其他的自然食品連鎖店，並持續擴展旗下的店鋪網。公司於1992年1月23日進行了首次公開發行。2001年紐約市曼哈頓分店開幕，2002年則在加拿大多倫多開設了分店。夏威夷分店則在2007年正式開幕。
全食超市在2004年收購了七間「Fresh & Wild」超市後正式進軍英國市場。2007年6月，倫敦肯辛頓高街上開設了英國第一間的全食超市，店內共有三層樓，總面積約為80,000平方英尺（7,400平方）。
2017年6月16日亞馬遜公司以每股42美元現金，斥資137億美元收購全食超市。收購完成後，全食超市仍將以現有的品牌運營，約翰·麥克基將繼續擔任行政總裁。

## 資料來源
1. 1 2 3  Van Allen, Peter. . Philadelphia Business Journal. May 8, 2013  [May 8, 2013]. （原始内容存档于2015-04-24）.
2. 1 2 3 4 5 6   (XBRL). United States Securities and Exchange Commission. 2013-11-22  [2015-04-19]. （原始内容存档于2015-03-02）.
3. 1 2 3 4   (XBRL). United States Securities and Exchange Commission. 2014-05-16  [2015-04-19]. （原始内容存档于2014-08-13）.
4. ↑  . United States Securities and Exchange Commission.   [2011-10-27]. （原始内容存档于2011-09-17）.
5. ↑  . Whole Foods Market.   [2015-04-19]. （原始内容存档于2015-04-19）.
6. ↑  . Amazon.com. BUSINESS WIRE. （原始内容存档于2017-12-02）.
7. ↑  Moore, John. . Brand Autopsy. 2005-03-21  [2011-10-27]. （原始内容存档于2011-07-17）.
8. ↑  . Whole Foods Market.   [2015-02-14]. （原始内容存档于2015-02-13）.
9. ↑  Renton, Alex. . The Guardian (London). 2007-03-27  [2015-04-19]. （原始内容存档于2014-10-02）.

## 外部連結
- 官方網站（页面存档备份，存于）
- Whole Planet Foundation